# 겁스 4판 룰북
겁스 4판(국문 2판)의 룰북들. 아래에는 각 룰북의 이름에서 '겁스'를 생략하고 표기한다.

## 기본세트
3판에서는 한 권이었다가 갈수록 룰이 방대해져서 '겁스 컴펜디움'이라는 증보판을 발간했는데, 이렇게 복잡해진 룰들을 정리하는 과정에서 겁스 4판이 나오게 된다. 그러면서 겁스 4판에서는 기본세트가 '캐릭터북'과 '캠페인북'으로 나뉜다.

### 캐릭터북
캐릭터를 만드는 방법을 서술하는 룰북. 플레이만 할 생각이면 캐릭터북만 있으면 된다고 한다. 하지만 일반적으로는 플레이어 역시 룰을 숙지하는 것이 플레이에 좋기 때문에 아래의 캠페인북과 플레이가 벌어지는 세계관에 대한 룰북은 구매하는 것이 일반적이다.

### 캠페인북
마스터링에 필요한 기본적인 룰들이 담겨 있는 룰북. '발명 판정'이나 '고용인의 충성도 판정' 등, 겁스의 특징을 잘 살린 룰들이 들어 있는 책이기도 하다.
겁스 무한세계의 내용이 책 말미에 약간 들어 있기도 하다.

## 초상능력
미국의 팬덤에서는 '기본세트 3권'이란 이름으로 불리기도 한다고. 기본세트에 있는 다양한 장/단점들을 최대로 활용하는 방법과, 초상능력이 등장하는 캠페인에 알맞은 추가 장/단점 등, 그리고 초상능력이 등장하는 캠페인이나 장르의 유형에 대한 설명도 들어 있다.

## 마법
마법 주문들의 목록과, 기호 마법이나 연금술 등에 대한 내용이 실려 있다.

## 실피에나
도서출판 초여명이 자체 개발한 세계관이자 룰북. '팔레나트'라는 이웃 나라에게 핍박을 받는 '실피에나'라는 나라에서 옛 백작의 후계자를 자처하는 여인과, 영주의 폭정에 대항해 혁명을 일으킨 나무꾼이 각각 자신을 정통이라고 주장하며 대립하는 상황에서의 실피에나의 운명을 직접 개척해 본다는 컨셉으로 짜여진 룰북이다. '운명회로'라는 이름의 특징적인 시스템이 존재한다.

## 던전 판타지
원래는 겁스로 던전 판타지를 재현하는, PDF 12권으로 되어 있으며 지금도 계속 PDF 형태로 출간되고 있는 룰북인데, 도서출판 초여명이 1권부터 4권까지의 내용을 묶어서 종이책으로 발매한 것이다. 11가지 직업과 각종 유사인류 종족의 템플릿을 제공하며, 이 룰북에서는 던전 판타지에 맞게 룰들을 간소화한 것이 특징이다.